# 第43回ニューヨーク映画批評家協会賞
『第43回ニューヨーク映画批評家協会賞』は、1977年の優秀な映画に贈られた賞である。12月21日に受賞作が発表され、1978年1月29日に贈られた。

## 受賞
- 作品賞：
  - アニー・ホール

- 主演男優賞：
  - ジョン・ギールグッド - プロビデンス

- 主演女優賞：
  - ダイアン・キートン - アニー・ホール

- 助演男優賞
  - マクシミリアン・シェル - ジュリア

- 助演女優賞
  - シシー・スペイセク - 三人の女

- 監督賞：
  - ウディ・アレン - アニー・ホール

- 脚本賞：
  - ウディ・アレン、マーシャル・ブリックマン - アニー・ホール